# Yttrium(III)antimonide
Yttrium(III)antimonide (YSb) is een verbinding van yttrium en antimoon, waarbij beide elementen in een 1:1 verhouding voorkomen. De stof komt voor als kubische kristallen.